# Sybra porcellus
Sybra porcellus es una especie de escarabajo del género Sybra, familia Cerambycidae. Fue descrita científicamente por Pascoe en 1865.
Habita en Indonesia y Papúa Nueva Guinea. Esta especie mide 9,5 mm.